# Réserve mondiale de biosphère
Une réserve de biosphère (RB) est un territoire reconnu par l'UNESCO conciliant la conservation de la biodiversité et le développement durable, avec l'appui de la recherche, de l'éducation et de la sensibilisation, dans le cadre du programme sur l'homme et la biosphère (Man and Biosphere, MAB). Une réserve de biosphère n'impose pas de réglementation particulière et s'appuie sur les législations existantes dans le pays où elle se situe. Elle se structure selon trois zones en fonction du niveau de protection (aire centrale, zone tampon et zone de transition). Certaines réserves de biosphère sont transfrontières, à cheval sur plusieurs pays.
Les réserves de biosphère partagent leurs expériences au sein d'un réseau national et international. En 2022, on dénombre 738 réserves de biosphère dont 22 transfrontières, réparties dans 134 pays, couvrant ainsi environ 5 % de la planète, pour une population d'environ 170 millions habitants.

## Histoire

Logo du Programme MAB.

En 1971, le Programme sur l'homme et la biosphère — ou Programme MAB pour Man and Biosphere — succède au Programme biologique international de l'UNESCO,. Il vise à étudier et à faire connaître des voies de développement humain respectueuses des ressources naturelles. Peu à peu sont définis des critères qui permettent de préciser le concept et un zonage qui institue trois catégories de zones, centrale, tampon et de transition selon le degré de conservation et de développement.
En 1976, les 57 premières réserves de biosphère sont désignées,. Les premiers territoires sélectionnés sont principalement tournés vers la protection de la nature et la recherche scientifique. Ce n'est que plus tard que seront désignées des zones peuplées, où des actions en faveur d'un développement durable sont menées.
En 1984, le congrès de Minsk adopte un plan d'action pour les réserves de biosphère, conjointement avec le PNUE. Celui-ci imagine les notions de zone tampon et de zone de transition. Le Plan est mis en œuvre par les États membres avec l’appui de l’UNESCO et dans certains cas du PNUE.

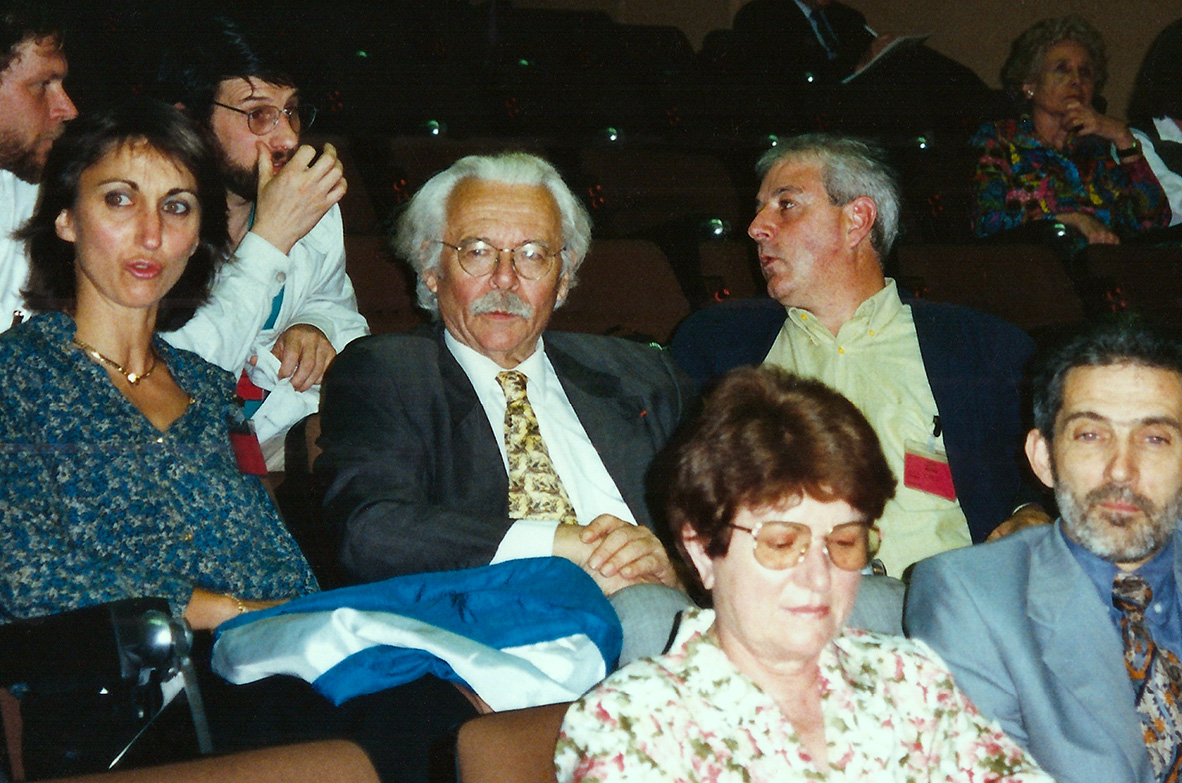
Conférence mondiale des Réserves de biosphère de Séville (Espagne) en 1995. Jacques Lecomte au centre de la délégation française.

En 1995, la conférence de Séville constitue un tournant majeur pour les réserves de biosphère avec la définition d’une stratégie ambitieuse pour leur mise en œuvre et la mise au point d’un Cadre statutaire qui fixe les principes et des critères pour la désignation des nouvelles réserves de biosphère et leur examen périodique. Ce document accorde une place importante à la prise en compte des populations locales et promeut la participation citoyenne. Ces textes seront adoptés cette même année par la conférence générale de l’UNESCO. La Stratégie de Séville et le Cadre statutaire du Réseau mondial font désormais référence.
En 2016, le MAB se dote d'une nouvelle stratégie et d'un plan d'action lors d'une conférence organisée à Lima : les réserves de biosphère y sont des sites privilégiés pour la mise en œuvre des objectifs de développement durable de l'Agenda 2030 des Nations unies.
De nouvelles réserves de biosphère sont ajoutées au réseau MAB de l’UNESCO par le Conseil International de Coordination du Programme MAB lors de ses sessions annuelles.

## Gestion
Une réserve de biosphère reste sous la juridiction souveraine du pays dans lequel elle se situe et peut concerner des écosystèmes terrestres et/ou côtiers/marins. La gestion doit concilier conservation de la biodiversité et développement humain, en fonction d'un zonage du territoire (voir Zonage). La réserve de biosphère doit être dotée d'une politique de gestion concourant aux objectifs de développement durable.
La gouvernance associe largement les parties prenantes du territoire et les communautés locales. La recherche, la surveillance continue, l'éducation, la formation et la sensibilisation viennent en appui à la gestion. Ces éléments sont des outils pour mettre en application l'Agenda 21, la Convention sur la diversité biologique, ainsi que d'autres accords internationaux[réf. nécessaire].

### Candidature
Pour qu'un territoire puisse se porter candidat, il doit s'engager à remplir les fonctions et les critères décrits par le cadre statutaire. Le territoire proposé doit être important pour la conservation de la diversité biologique et la candidature doit être soutenue par les acteurs locaux (Article 5 du cadre statutaire des réserves de biosphère).
Un dossier de candidature doit être élaboré et envoyé au comité national du MAB ou aux autorités nationales chargées du MAB, qui le transmettra à l'UNESCO. Le Conseil international de coordination (CIC) du Programme MAB décide ensuite de la suite donnée à la candidature. Le délai entre le début de candidature et la désignation peut varier entre 2 et 10 ans.

### Cadre statutaire
Les sites reconnus en tant que réserve de biosphère répondent à des critères communs définis dans le Cadre statutaire du Réseau mondial de réserves de biosphère formellement approuvés par l'UNESCO en 1995 à la suite de la Conférence de Séville. Les réserves de biosphère sont réévaluées tous les 10 ans sur présentation d'un rapport les concernant (examen périodique, Article 9 du cadre statutaire des réserves de biosphère). Ainsi, il est possible modifier leur extension, le zonage, leur nom. Leur retrait du réseau est possible lorsqu'elles ne remplissent plus les critères du cadre statutaire.

### Zonage
- aires centrales
- zones tampons
- zone de transition

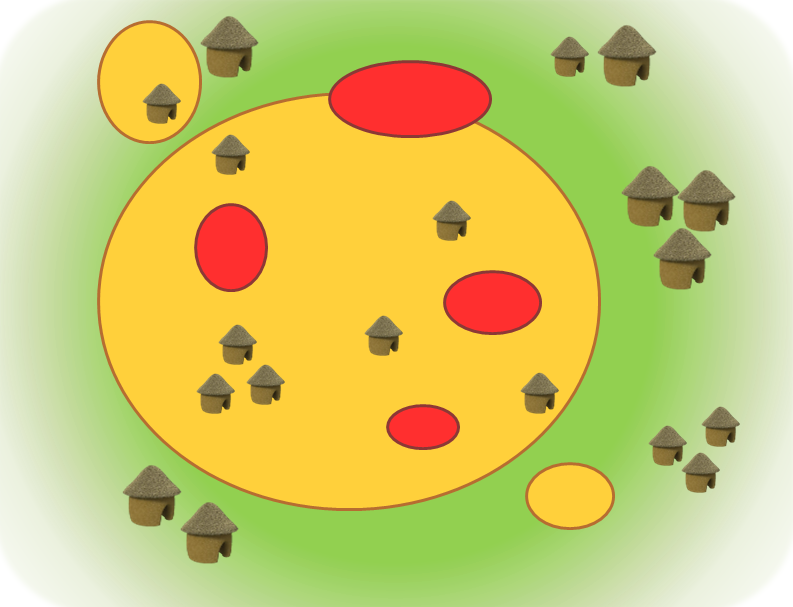
Exemple de zonage d'une réserve de biosphère
aires centrales
zones tampons
zone de transition
Les cases indiquent la présence humaine.

Les réserves de biosphère sont dotées de trois zones interdépendantes visant à remplir trois fonctions liées, qui sont complémentaires et se renforcent mutuellement : (Article 4 du cadre statutaire des réserves de biosphère) :
- Une ou plusieurs aires centrales (anglais : core areas[17]), comprenant un écosystème strictement protégé qui contribue à la conservation des paysages, des écosystèmes, des espèces et de la variation génétique. En France, l'aire centrale peut s'appuyer sur un cœur de parc national (Cévennes[18], Guadeloupe), une réserve naturelle nationale ou régionale (Camargue, bassin de la Dordogne).

- Une zone tampon (anglais: buffer zone), qui entoure ou jouxte les aires centrales et est utilisée pour des activités compatibles avec des pratiques écologiquement viables susceptibles de renforcer la recherche, le suivi, la formation et l’éducation scientifiques.

- Une zone de transition (également appelée  zone de coopération , anglais : transition area), qui est la partie de la réserve où sont autorisées davantage d’activités, ce qui permet un développement économique et humain socio-culturellement et écologiquement durable.

## Fonctions
Pour atteindre les objectifs fixés, les réserves de biosphère combinent trois fonctions complémentaires (Article 3 du cadre statutaire des réserves de biosphère), à savoir :
1. La conservation des écosystèmes, des paysages, des espèces et de leurs patrimoines génétiques doit y être assurée, aussi bien dans les zones naturelles que celles qui sont exploitées par l'agro-sylviculture, la pêche, la chasse, le tourisme ou toute autre activité. Des pratiques respectueuses de l'environnement sont privilégiées.
2. Les réserves jouent aussi un rôle dans le développement économique et social respectant la nature et la culture locale. Ceci implique que la population prenne une part active à la gestion durable des territoires et soit impliquée dans les prises de décision.
3. Enfin, plus qu'ailleurs, une importance particulière est accordée à la recherche, aux études et à l'observation continue de l'environnement, à la formation et l'éducation du public, des jeunes en particulier.

Les réserves de biosphère doivent servir de modèle pour le développement de stratégies qui assurent la subsistance des populations à long terme. Il s’agit de démontrer que l’homme peut utiliser la biodiversité sans la détruire.

## Réseau international

Nombre de réserves de biosphère, par pays et continents en 2013

Le réseau mondial des réserves de biosphère (RMRB, en anglais : World Network of Biosphere Reserve, WNBR) est le réseau réunissant les réserves de biosphère à travers le monde. Il a été initié lors de la conférence de Séville en 1995 (Article 2 du cadre statutaire des réserves de biosphère),. Le RMRB vise à créer un lieu d'échange international propice au partage de pratiques favorables au développement durable (Article 7 du cadre statutaire des réserves de biosphère).
Le réseau mondial des réserves de biosphère offre l'occasion de tester, dans des contextes particuliers, des approches qui, en alliant connaissances scientifiques et modalités de gouvernance, visent à :
1. réduire la perte de biodiversité ;
2. améliorer les moyens de subsistance des populations ;
3. favoriser les conditions sociales, économiques et culturelles essentielles à la viabilité du développement durable ;
4. améliorer les connaissances grâce à des échanges d’expériences et d’expertises qui s’organisent au niveau régional et mondial ;
5. et ainsi, contribuer aux objectifs du millénaire pour le développement (OMD), en particulier sur le développement durable.

En 2023, on dénombre 748 réserves de biosphère dont 23 transfrontières réparties dans 131 pays :
- 93 réserves sont situées dans 33 pays d’Afrique ;
- 36 réserves sont situées dans 14 pays dans la région des États arabes ;
- 176 réserves sont situées dans 24 pays d’Asie et du Pacifique ;
- 309 réserves sont situées dans 41 pays d’Europe et d’Amérique du Nord ;
- 134 réserves sont situées dans 22 pays d’Amérique latine et des Caraïbes.

La liste complète et détaillée des réserves de biosphère par pays se trouve sur le site internet de l'UNESCO.

## Les réserves de biosphère transfrontières

La réserve de biosphère intercontinentale de la Méditerranée.

Les premières réserves de biosphère transfrontières (RBT, en anglais : Transboundary Biosphere Reserves, TBR) ont été établies en 1992, l’une entre la Pologne et la Slovaquie (Tatras), l’autre entre la Pologne et la République tchèque (Krkokonose/Karkonosze). Elles sont suivies, en 1998, de trois autres en Europe, respectivement entre la France et l’Allemagne (Vosges du Nord/Forêt palatine), entre la Roumanie et l’Ukraine (delta du Danube) puis entre la Pologne, la Slovaquie et l’Ukraine (Carpates orientales). Dans chaque cas, l’objectif est d’assurer, par une coopération entre les États concernés, la protection et la gestion d’écosystèmes frontaliers partagés. Les RBT font l’objet d’un accord spécifique entre les parties concernées et sont gérées par un mécanisme de coordination qui varie selon les cas. Elles font l’objet d’une reconnaissance officielle par l’UNESCO. Les lignes directrices pour la gestion des réserves de biosphère transfrontières ont été précisées lors de la Conférence de Pampelune en novembre 2000.
Depuis les premières RBT, d'autres ont été officiellement reconnues : la région du W au Bénin, Burkina Faso et Niger, la première réserve intercontinentale avec la réserve de la Méditerranée entre l’Espagne et le Maroc, le delta du fleuve Sénégal entre la Mauritanie et le Sénégal, la réserve de Mono entre le Bénin et le Togo, ainsi que Geres/Xures et Tejo/Tajo et Meseta Iberica entre l’Espagne et le Portugal, le Mont Viso entre la France et l'Italie, Mura Drava entre la Croatie et la Hongrie, la Polésie de l'ouest entre la Biélorussie, la Pologne et l'Ukraine, Trifinio entre le Salvador, le Guatemala et le Honduras, Bosque de Paz entre l’Équateur et le Pérou, La Selle - Jaragua - Bahoruco - Enriquillo entre Haïti et la République dominicaine et aussi Altaï entre le Kazakhstan et la Russie et Orhid Prespa entre l’Albanie et l’ancienne république yougoslave de Macédoine.